# Hisao Mita
Hisao Mita (japanisch 三田 尚央 Mita Hisao; * 20. Mai 1991 in Ashikaga) ist ein ehemaliger japanischer Fußballspieler.

## Karriere
Mita erlernte das Fußballspielen in der Jugendmannschaft von FC Tokyo und der Universitätsmannschaft der Tōyō-Universität. Seinen ersten Vertrag unterschrieb er 2014 bei YSCC Yokohama. Der Verein spielte in der dritthöchsten Liga des Landes, der J3 League. Für den Verein absolvierte er 32 Ligaspiele. Ende 2014 beendete er seine Karriere als Fußballspieler.